# Gran Premio de España de Motociclismo de 2005
El Gran Premio de España de motociclismo de 2005 fue la primera prueba del Campeonato del Mundo de Motociclismo de 2005. Tuvo lugar en el fin de semana del 8 al 10 de abril de 2005 en el Circuito Permanente de Jerez, situado en la ciudad andaluza de Jerez de la Frontera, España. La carrera de MotoGP fue ganada por Valentino Rossi, seguido de Sete Gibernau y Marco Melandri. Dani Pedrosa ganó la prueba de 250cc, por delante de Sebastián Porto y Alex de Angelis. La carrera de 125cc fue ganada por Marco Simoncelli, Mika Kallio fue segundo y Fabrizio Lai tercero.

## Resultados

### Resultados MotoGP
| Pos     | N.º | Piloto             | Constructor | Vueltas | Tiempo/Retirado | Parrilla | Puntos |
| ------- | --- | ------------------ | ----------- | ------- | --------------- | -------- | ------ |
| 1       | 46  | Valentino Rossi    | Yamaha      | 27      | 45:43.156       | 1        | 25     |
| 2       | 15  | Sete Gibernau      | Honda       | 27      | +8.631          | 2        | 20     |
| 3       | 33  | Marco Melandri     | Honda       | 27      | +18.460         | 3        | 16     |
| 4       | 4   | Alex Barros        | Honda       | 27      | +26.938         | 8        | 13     |
| 5       | 56  | Shinya Nakano      | Kawasaki    | 27      | +27.659         | 5        | 11     |
| 6       | 12  | Troy Bayliss       | Honda       | 27      | +28.509         | 9        | 10     |
| 7       | 3   | Max Biaggi         | Honda       | 27      | +30.618         | 16       | 9      |
| 8       | 6   | Makoto Tamada      | Honda       | 27      | +36.887         | 7        | 8      |
| DSQ     | 5   | Colin Edwards      | Yamaha      | 27      | +37.608         | 15       | 7      |
| 9       | 7   | Carlos Checa       | Ducati      | 27      | +39.678         | 12       | 7      |
| 10      | 66  | Alex Hofmann       | Kawasaki    | 27      | +42.283         | 10       | 6      |
| 11      | 24  | Toni Elías         | Yamaha      | 27      | +55.457         | 13       | 5      |
| 12      | 65  | Loris Capirossi    | Ducati      | 27      | +1:02.372       | 6        | 4      |
| 13      | 21  | John Hopkins       | Suzuki      | 27      | +1:19.346       | 11       | 3      |
| 14      | 44  | Roberto Rolfo      | Ducati      | 27      | +1:33.607       | 18       | 2      |
| 15      | 77  | James Ellison      | Blata       | 26      | +1 lap          | 21       | 1      |
| 16      | 27  | Franco Battaini    | Blata       | 26      | +1 lap          | 19       |        |
| 17      | 11  | Rubén Xaus         | Yamaha      | 24      | +3 laps         | 17       |        |
| DSQ     | 69  | Nicky Hayden       | Honda       | 20      | Retirado        | 4        |        |
| Ret     | 10  | Kenny Roberts, Jr. | Suzuki      | 11      | Retirado        | 14       |        |
| Ret     | 67  | Shane Byrne        | Proton KR   | 2       | Retirado        | 20       |        |
| Fuente: |     |                    |             |         |                 |          |        |

### Resultados 250cc
| Pos     | N.º | Piloto              | Constructor | Vueltas | Tiempo/Retirado | Parrilla | Puntos |
| ------- | --- | ------------------- | ----------- | ------- | --------------- | -------- | ------ |
| 1       | 1   | Dani Pedrosa        | Honda       | 26      | 45:36.679       | 1        | 25     |
| 2       | 19  | Sebastián Porto     | Aprilia     | 26      | +2.136          | 2        | 20     |
| 3       | 5   | Alex de Angelis     | Aprilia     | 26      | +29.682         | 5        | 16     |
| 4       | 34  | Andrea Dovizioso    | Honda       | 26      | +36.539         | 10       | 13     |
| 5       | 80  | Héctor Barberá      | Honda       | 26      | +37.499         | 7        | 11     |
| 6       | 48  | Jorge Lorenzo       | Honda       | 26      | +37.728         | 9        | 10     |
| 7       | 15  | Roberto Locatelli   | Aprilia     | 26      | +45.038         | 8        | 9      |
| 8       | 6   | Alex Debón          | Honda       | 26      | +56.339         | 14       | 8      |
| 9       | 24  | Simone Corsi        | Aprilia     | 26      | +1:02.844       | 12       | 7      |
| 10      | 32  | Mirko Giansanti     | Aprilia     | 26      | +1:10.708       | 21       | 6      |
| 11      | 57  | Chaz Davies         | Aprilia     | 26      | +1:20.790       | 19       | 5      |
| 12      | 64  | Radomil Rous        | Honda       | 26      | +1:20.950       | 20       | 4      |
| 13      | 25  | Alex Baldolini      | Aprilia     | 25      | +1 lap          | 18       | 3      |
| 14      | 8   | Andrea Ballerini    | Aprilia     | 25      | +1 lap          | 23       | 2      |
| 15      | 38  | Grégory Leblanc     | Aprilia     | 25      | +1 lap          | 25       | 1      |
| 16      | 12  | Gábor Rizmayer      | Yamaha      | 25      | +1 lap          | 27       |        |
| Ret     | 96  | Jakub Smrž          | Honda       | 25      | Retirado        | 15       |        |
| Ret     | 41  | Álvaro Molina       | Aprilia     | 25      | Retirado        | 17       |        |
| Ret     | 9   | Hugo Marchand       | Aprilia     | 19      | Retirado        | 26       |        |
| Ret     | 17  | Steve Jenkner       | Aprilia     | 14      | Caída           | 13       |        |
| Ret     | 27  | Casey Stoner        | Aprilia     | 13      | Caída           | 3        |        |
| Ret     | 7   | Randy de Puniet     | Aprilia     | 11      | Caída           | 4        |        |
| Ret     | 55  | Yuki Takahashi      | Honda       | 10      | Retirado        | 11       |        |
| Ret     | 73  | Hiroshi Aoyama      | Honda       | 8       | Caída           | 6        |        |
| Ret     | 21  | Arnaud Vincent      | Fantic      | 8       | Retirado        | 28       |        |
| Ret     | 28  | Dirk Heidolf        | Honda       | 5       | Retirado        | 22       |        |
| Ret     | 50  | Sylvain Guintoli    | Aprilia     | 2       | Retirado        | 16       |        |
| Ret     | 36  | Martín Cárdenas     | Aprilia     | 1       | Caída           | 24       |        |
| DNQ     | 42  | Yves Polzer         | Aprilia     |         |                 |          |        |
| DNQ     | 16  | Franz Aschenbrenner | Yamaha      |         |                 |          |        |
| DNQ     | 20  | Gabriele Ferro      | Fantic      |         |                 |          |        |
| Fuente: |     |                     |             |         |                 |          |        |

### Resultados 125cc
| Pos     | N.º | Piloto                   | Constructor | Vueltas | Tiempo/Retirado | Parrilla | Puntos |
| ------- | --- | ------------------------ | ----------- | ------- | --------------- | -------- | ------ |
| 1       | 58  | Marco Simoncelli         | Aprilia     | 23      | 42:27.960       | 1        | 25     |
| 2       | 36  | Mika Kallio              | KTM         | 23      | +1.418          | 5        | 20     |
| 3       | 32  | Fabrizio Lai             | Honda       | 23      | +1.510          | 4        | 16     |
| 4       | 75  | Mattia Pasini            | Aprilia     | 23      | +8.282          | 2        | 13     |
| 5       | 14  | Gábor Talmácsi           | KTM         | 23      | +8.930          | 6        | 11     |
| 6       | 54  | Manuel Poggiali          | Gilera      | 23      | +13.651         | 11       | 10     |
| 7       | 55  | Héctor Faubel            | Aprilia     | 23      | +14.590         | 7        | 9      |
| 8       | 6   | Joan Olivé               | Aprilia     | 23      | +17.164         | 24       | 8      |
| 9       | 60  | Julián Simón             | KTM         | 23      | +17.262         | 14       | 7      |
| 10      | 43  | Manuel Hernández         | Aprilia     | 23      | +31.147         | 15       | 6      |
| 11      | 63  | Mike Di Meglio           | Honda       | 23      | +34.737         | 16       | 5      |
| 12      | 22  | Pablo Nieto              | Derbi       | 23      | +34.801         | 13       | 4      |
| 13      | 28  | Jordi Carchano           | Aprilia     | 23      | +37.146         | 17       | 3      |
| 14      | 41  | Aleix Espargaró          | Honda       | 23      | +49.591         | 22       | 2      |
| 15      | 18  | Nicolás Terol            | Derbi       | 23      | +51.629         | 26       | 1      |
| 16      | 45  | Imre Tóth                | Aprilia     | 23      | +54.608         | 19       |        |
| 17      | 86  | Mateo Túnez              | Aprilia     | 23      | +54.747         | 32       |        |
| 18      | 10  | Federico Sandi           | Honda       | 23      | +54.960         | 25       |        |
| 19      | 84  | Julián Miralles          | Aprilia     | 23      | +55.527         | 30       |        |
| 20      | 11  | Sandro Cortese           | Honda       | 23      | +1:10.864       | 21       |        |
| 21      | 29  | Andrea Iannone           | Aprilia     | 23      | +1:22.697       | 29       |        |
| 22      | 44  | Karel Abraham            | Aprilia     | 23      | +1:26.526       | 36       |        |
| 23      | 16  | Raymond Schouten         | Honda       | 23      | +1:38.103       | 35       |        |
| 24      | 31  | Sascha Hommel            | Malaguti    | 23      | +1:47.461       | 37       |        |
| 25      | 26  | Vincent Braillard        | Aprilia     | 22      | +1 lap          | 27       |        |
| Ret     | 71  | Tomoyoshi Koyama         | Honda       | 21      | Retirado        | 10       |        |
| Ret     | 7   | Alexis Masbou            | Honda       | 20      | Retirado        | 28       |        |
| Ret     | 49  | Daniel Sáez              | Aprilia     | 19      | Retirado        | 38       |        |
| Ret     | 25  | Dario Giuseppetti        | Aprilia     | 16      | Caída           | 31       |        |
| Ret     | 12  | Thomas Lüthi             | Honda       | 15      | Retirado        | 3        |        |
| Ret     | 9   | Toshihisa Kuzuhara       | Honda       | 15      | Retirado        | 23       |        |
| Ret     | 33  | Sergio Gadea             | Aprilia     | 10      | Caída           | 18       |        |
| Ret     | 52  | Lukáš Pešek              | Derbi       | 9       | Retirado        | 12       |        |
| Ret     | 47  | Ángel Rodríguez Campillo | Honda       | 6       | Retirado        | 33       |        |
| Ret     | 35  | Raffaele de Rosa         | Aprilia     | 3       | Caída           | 8        |        |
| Ret     | 15  | Michele Pirro            | Malaguti    | 0       | Caída           | 34       |        |
| Ret     | 19  | Álvaro Bautista          | Honda       | 0       | Retirado        | 20       |        |
| Ret     | 48  | David Bonache            | Honda       | 0       | Retirado        | 39       |        |
| Ret     | 8   | Lorenzo Zanetti          | Aprilia     | 0       | No participó    | 9        |        |
| DNQ     | 87  | Patrik Vostárek          | Honda       |         |                 |          |        |
| Fuente: |     |                          |             |         |                 |          |        |